# Liste der vom Guide Michelin ausgezeichneten Restaurants in Island
In der Liste der vom Guide Michelin ausgezeichneten Restaurants in Island finden sich alle Restaurants, die mit mindestens einem Stern ausgezeichnet wurden (Stand 2022).
2017 erhielt zum ersten Mal ein isländisches Restaurant einen Stern des Guide Michelin.

## Übersicht
| Ausgezeichnete Restaurants | Ausgezeichnete Restaurants | Ausgezeichnete Restaurants | Ausgezeichnete Restaurants | Ausgezeichnete Restaurants |
| Sterne                     | Restaurant                 | Beschreibung | Ort                        | Bild                       |
| -------------------------- | -------------------------- | --- | -------------------------- | -------------------------- |
|                            | Dill                       | Das Restaurant des Chefkochs Ragnar Eiríksson erhielt 2017 den ersten Michelin-Stern. 2019 verlor es den Stern, wurde aber im darauffolgenden Jahr erneut ausgezeichnet. Das Restaurant setzt auf die Neue Nordische Küche, das heißt, es verwendet lokale Zutaten, der Jahreszeit entsprechend. | Reykjavík                  |                            |